# Phyllodoce griffithsii
Phyllodoce griffithsii är en ringmaskart som beskrevs av Johnston 1865. Phyllodoce griffithsii ingår i släktet Phyllodoce och familjen Phyllodocidae. Inga underarter finns listade i Catalogue of Life.